# Гомбе (Кунео)
Гомбе је насеље у Италији у округу Кунео, региону Пијемонт.
Према процени из 2011. у насељу је живело 72 становника. Насеље се налази на надморској висини од 456 м.